# ハイスクールAGENT
『ハイスクールAGENT』（ハイスクールエージェント）は、谷村ひとしによる日本の漫画作品。『コミックバーガー』（スコラ）にて連載。単行本全2巻。また、それを原作とするOVAが2作品ある。

## 概要
- 1990年代以降に「パチンコ漫画」で人気となった谷村ひとしの初期の代表作の1つ。
- 当時の作者が持つ作風の1つであった「スタイリッシュなアクション活劇」が特徴であり、作者の他作品『ハードBOYルド』『横須賀OP.』（ともに少年画報社『少年KING』連載）の路線を踏襲している。先行する2作品では「探偵」を題材にしており、本作では「スパイ」を主題とする。
- 『コミックバーガー』連載中からメディアミックスが図られ、1988年には東映ビデオからOVAが2作品発売された。

## 特徴
本作の特徴として、場面のイメージに合わせた曲をBGMとしてページの欄外に付記するという独特の手法が取られている。選曲は洋楽のボーカル曲が中心だが、シーンやエピソードによっては邦楽のポップスが重視される場合もある。なお、全21話中2つのエピソードにおいては、章扉に「BGM指定アルバム」と明記され、第7話『香港EXPRESS』ではアルバム『SHAKE IT PARADISE』、第11話『眠れぬ森の美女』ではアルバム『GROOVIN'』、いずれも久保田利伸の楽曲が指定されている。

## ストーリー
主人公・金森コースケはどこにでもいる高校生。コンピュータが趣味の彼は国連のコンピュータをハッキングしてしまい、国連が傘下に秘密諜報機関を置いている事を知ってしまった。国連は秘密保持の為コースケを「秘密諜報員」に任命し、週末だけ活動することとなった…。

### サブタイトル一覧
第1巻
- ニューヨーク殺人指令
- 北極海Uボート奪回指令
- 京都スパイ抹殺ツアー
- 大統領暗殺を阻止せよ
- 黄金境を探せ
- 黄金の神の鳥
- 香港EXPRESS
- 湯けむり謎のスパイ暗殺作戦
- 東京下町スパイ天国
- スパイ死すべし

第2巻
- 眠れぬ森の美女
- 恐怖のミステリーツアー
- 失意のRUNAWAY
- 殺!!風流隅田川下り
- 渋谷1987
- 渋谷ラブホテルスパイマップ
- 渋谷25時
- 終結!!渋谷スパイ戦争
- アークヒルズの決闘
- ベルリンの壁を越えろ!
- さらば愛しき人

## 登場人物
金森コースケ
「都立下町高校」に通う生徒。深川・木場で生まれ育ち、実家は材木店。
水泳部員なので体力には自信がある程度の、普通の高校生。趣味はパソコンおよびTVゲーム。地元では「ゲームセンターあらし」の異名を取るほどゲームが得意。
自称「何の特技もない」との事だが、アーケードゲームでの経験を元に、実際にバイクや車の運転をこなすなど、運動神経の良さを持つ。洒落っ気もあり、原宿のブランド店で早朝から並んで購入した服を持っているが、任務中にダメにされたり、匿ってくれたお礼としてホームレスに譲っている。また材木屋の息子らしく、鳶口で丸太を放り投げるという荒業を見せた事もある。
所有するパソコンが偶然にも国連（UN）の機密ファイルにアクセスしてしまったため、ハッキング行為の機密保持のために国連のエージェントとなって諜報活動をする事を強要される。このことは電源を付けたまま寝ている最中に偶発的に起こった為、本人はまったく意図していない事態である上に、ハッキングの自覚もない。身に覚えのない責任に拒否をするも、逆らえば本人はおろか家族や友人まで「機密保持に関わる暗殺対象」にするという脅しに屈して、不本意ながらも承諾。高校生と素人スパイの二重生活を余儀なくされる。かくして、平日は学生として過ごし、週末は（日本時間で金曜の放課後から日曜の夕方まで）、世界各地に飛び回りスパイ活動、任務終了と共に日本へトンボ帰りして月曜の1時間目にギリギリ間に合う（ほぼ遅刻）という生活を続ける。
コースケ自身は諜報員・工作員としての訓練を受けた訳でもない素人なので、人員を送る必要はあるがエキスパートを送るほど重要度の高くない任務や、あえて個人情報を流すことで敵を引きつける囮役として使われることが多い。UNとしても素人を使ってどれだけの情報操作とアリバイ工作ができるかのテストケースとしている面も見受けられる。
正式には金森晃介（かなもり こうすけ）。身長178cm。1970年4月19日生まれの17歳。
石井セーラ
金髪碧眼の美人スパイで、国連の諜報員としてコースケとコンビを組む。「セーラ」は本名およびスパイとしてのコードネーム、「石井」は学校に赴任する為の偽名。当初は現地での支援を主に担当していたが、NYでの任務で死者が出たことからコースケは任務を拒否したのをきっかけに彼女がコースケの通う学校に赴任し、監視役と連絡役をも兼ねる事になる。代用教員として担任と英語を担当する。
コースケの担当になる前の任務では、BND（ドイツ連邦情報局）に二重スパイとして潜入していた。東ドイツからの亡命者の孤児という生い立ちがある。
コースケと触れ合う内に工作員として「嘘を吐き続ける生活」に疑問を感じたのか、スパイからの引退を決意するが、日本を去る直前に空港のロビーで何者かに暗殺されたあと、遺体ごと行方不明になった。後にドイツで二重スパイに対する見せしめとしてベルリンの壁に投棄された遺体をコースケが回収し正式に埋葬される。墓碑には「SARA WINNING 1961～1987」とあった。彼女の生き様と死に様はコースケに「自分の意志で動くスパイになる」と、決意させる。
セーラの存在が印象深い場面においては、欄外の「BGM指定」にスターシップの「セーラ」（1986年に全米第1位獲得）が選曲されており、作中での登場頻度は最も高い。
小泉エリカ
高校3年生に進級時、転校生としてクラスにやって来た天然系の「ぷっつん」美少女。その正体はセーラの後任の国連エージェント。
登場時点では、髪を頭頂部のリボンで束ねたパイナップルのようなパンク風ヘアだったが、第17話で簡易的な変装として整髪料を使ったお団子ヘアに変え、以後そのスタイルで定着する。派手な演出を好み、コースケのサポートの際には熱気球を持ち出すことが多い。
クリスチーヌ
ノイシュヴァンシュタイン城における高級売春組織の娼婦。「ブローニュの森の妖精」の源氏名を持つ人気ナンバーワンの美女。
その正体は、売春組織に偽装したBND（ドイツ連邦情報局）に潜入していた国連エージェントであり、前任者のセーラと交代で組織に潜入した二重スパイ（その源氏名も受け継いでいる）。任務によりVIPを装って城の客となったコースケのサポートを担当するが、正体が発覚。コースケと共に脱出するも爆発に巻き込まれ死亡。
秋山トオル
コースケの同級生の男子生徒。軽薄を地で行くナンパ男。遊びと女のことしか考えていないようだが、友達想いな面もある。
スパイとして二重生活するコースケの不自然な言動を、セーラやエリカに対する「女絡み」と勘違いしている。
里中
コースケの同級生の女子生徒。コースケが密かに思いを寄せる美少女だが、2人の関係はまったく進展しないどころか、単なるクラスメイトの域を出ない。
本人はコースケをまったく意識していないが、コースケにとっては「機密保持に関わる暗殺対象」になっている為、恋愛対象という以上に重要な存在。
修学旅行の際の入浴時における友人（ユミ）の言によれば「巨乳」であるらしい。
柳
コースケの同級生の女子生徒。里中の友人。眼鏡をかけており、口うるさい「委員長タイプ」。
スパイとして活動中のコースケを偶然にも何度か目撃して不審を感じ、その正体を暴こうと問い詰めるが、いつも失敗している。追及に茶々を入れてくる秋山にはプロレス技を極めていた。
草津温泉での本人の言によると「貧乳」であるらしい。実家は「レストラン・ニュー木場」という食堂。内風呂はなく銭湯通い。
大竹
男性教諭。コースケたちのクラスの担任（3年C組）。外見のモデルは大竹まこと。
第16 - 17話の「ラブホテル騒動」では秋山の母と不倫関係にある事がバレてしまった。SMの性癖があり、マゾである様子（秋山の母がサド役）。
岡
女性教諭。コースケたちのクラスの担任（2年D組）。担当科目は英語。産休のため休職した結果、代用教員としてセーラがやってくる。
コースケの両親
「金森木材有限会社」という材木屋を営む夫婦。
父親は典型的な江戸っ子オヤジで正月には出初式にも出る鳶職。ビートたけしのネタをよく使うほか、アイドル好き。
母親はコースケに店を継いでもらう気はなく、しっかり勉強して就職して欲しい模様。

## 単行本
- ハイスクールAGENT 1：1987年7月初版発行 ISBN 4-88275-012-0
- ハイスクールAGENT 2：1987年10月2初版発行 ISBN 4-88275-013-9

## OVA
1988年に「東映スコラビデオ」のレーベルでOVA作品としてアニメ化された。ストーリーは、オリジナルのエピソードを軸に、原作のエピソードを交えて構成されている。タイトルの「諜報員」は、「AGENT」に対するルビという扱い。
- 『ハイスクールAGENT（諜報員）』（1988年発売、東映ビデオ、VHS、30分） JAN 4988-101-010-011

ふとしたきっかけで国連のエージェントとなった主人公が、美人諜報員を相棒に、スペインの「マデーラ宮」から秘宝「バスクの卵」を盗み出す任務に就く。
- 『ハイスクールAGENT（諜報員）II Uボートを追え!』（1988年発売、東映ビデオ、VHS、30分） JAN 4988-101-01104-9

今回の任務は沈没したUボートに眠る金塊の回収。香港・オスロ・北極海・南米と世界を股にかけて、財宝を狙うネオナチと争奪戦を繰り広げる。

### キャスト
- 金森コースケ：矢尾一樹
- セーラ：小山茉美
- 里中：水谷優子
- ニナ：戸田恵子 ※2のみ
- アルマ：川村万梨阿※1のみ

### スタッフ
- 原作 - 谷村ひとし（コミックバーガー／スコラ刊）
- 監督 - 坂田純一
- 企画 - 高橋克章（スコラ）、吉田達（東映ビデオ）、斉藤佳雄（エイジェント21）
- プロデューサー - 松岡博治、加藤和夫、藤家和正
- 脚本 - 橋本以蔵
- キャラクターデザイン・作画監督 - つかさ匡、山沢実
- メカニック設定 - 宍戸聡
- 美術監督 - 山口俊和
- 撮影監督 - 森口洋輔
- 音響監督 - 渡辺淳
- 音響監修 - 松浦典良
- 色指定 - 池さゆり
- 編集 - 掛須編集室、掛須秀一、石田悟、牧岡栄吾
- 協力 - OFICE NEXT-ONE
- アニメーション制作 - J.C.STAFF
- 制作 - エイジェント21
- 製作 - 東映ビデオ
- 主題歌※1 -「抱きしめ I LOVE YOU」/ 「今夜もブルー」歌：SCRAP（フォーライフ・レコード） JAN 4988-018-101-185
- 主題歌※2 -「NA・NA・NA」歌：TOM★CAT